# Shijiu
Shijiu (kinesiska: 石臼街道, 石臼) är en socken i Kina. Den ligger i häradet Donggang Qu, prefekturen Rizhao Shi och provinsen Shandong, i den östra delen av landet, omkring 270 kilometer sydost om provinshuvudstaden Jinan. Antalet invånare är 82 898. Befolkningen består av 41 171 kvinnor och 41 727 män. Barn under 15 år utgör 15,0 %, vuxna 15-64 år 78 %, och äldre över 65 år 6,0 %.
Genomsnittlig årsnederbörd är 1 176 millimeter. Den regnigaste månaden är juli, med i genomsnitt 303 mm nederbörd, och den torraste är januari, med 11 mm nederbörd.